# حور مونغولي داخلي
حور مونغولي داخلي (الاسم العلمي:Populus intramongolica) هو نوع من النباتات يتبع جنس الحور من الفصيلة الصفصافية.